# Franciszek Walczyński
Franciszek Walczyński (ur. 20 grudnia 1852 w Żywcu, zm. 12 lipca 1937 w Tarnowie) – polski ksiądz katolicki, pedagog, kompozytor.

## Życiorys
Urodził się 20 grudnia 1852 w Żywcu, gdzie ukończył szkołę powszechną. W Tarnowie ukończył gimnazjum, następnie studia filozoficzno-teologiczne w Wyższym Seminarium Duchownym, w międzyczasie ucząc się muzyki u prywatnego nauczyciela. Święcenia kapłańskie przyjął w 1876 roku z rąk biskupa Józefa Pukalskiego.
Przez pierwszy rok po święceniach kapłańskich pracował jako wikariusz w Limanowej, następnie w latach 1877–1886 jako wikariusz katedralny w Tarnowie, w tym czasie ucząc śpiewu w Instytucie Sióstr Urszulanek. W latach 1880‒1890 i 1895‒1897 uczył także śpiewu w tarnowskim seminarium duchownym,
Po zakończeniu obowiązków wikariuszowskich pracował jako katecheta w I Gimnazjum w Tarnowie, gdzie na podstawie śpiewników jego autorstwa uczono chór. W 1906 lub w 1907 roku przekazał II Gimnazjum „znaczną część zbiorów nutowych”.
Niektóre źródła (m.in. Jerzy Gołos w książce „Polskie organy i muzyka organowa”) podają informację, że w 1888 roku Franciszek Walczyński założył diecezjalną szkołę organistów w Tarnowie. Stanisław Garnczarski zwraca jednak uwagę, że jest to błędna informacja, ponieważ szkoła organistów powstała 1 września 1837, a w 1888 została jedynie wznowiona po kilkunastoletniej przerwie. Dokonało tego jednak „Towarzystwo ku wspieraniu muzyki kościelnej”, którego Franciszek Walczyński był członkiem, jednak nie można mu przypisać zasługi ponownego jej uruchomienia w 1888 roku. Z powodu braku środków materialnych szkoła została ponownie zamknięta, jednak uruchomiono ją w 1900 roku, a nowym dyrektorem został Franciszek Walczyński, który zastąpił na tym stanowisku swojego brata Stanisława Walczyńskiego.
Od 1915 roku aż do śmierci był prezesem Stowarzyszenia św. Filomeny i Domu dla Nieuleczalnie Chorych w Tarnowie.
W docenieniu za działalność kapłańską i muzyczną został szambelanem papieskim i prałatem domowym.
5 listopada 1896 roku został kanonikiem kapituły katedralnej w Tarnowie, w 1917 roku jej scholastykiem, a w 1922 roku dziekanem. Również 1922 roku został mianowany protonotariuszem apostolskim.
Zmarł w Tarnowie 12 lipca 1937 roku. Pochowany został na Starym Cmentarzu (Sektor: XX, Rząd: 1, Nr grobu: 4).

## Twórczość
Skomponował około 230 utworów, z czego 200 wokalnych. Reszta to kompozycje organowe. Oprócz tego napisał i wydał 18 książek i 15 artykułów, z zakresu muzyki kościelnej, kaznodziejstwa, ascetyki.
Mimo pobierania w młodości prywatnych lekcji, uznawany jest za samouka, ponieważ nie ukończył studiów muzycznych.
Autor m.in. muzyki do pieśni maryjnych „Matko pomocy nieustającej”, „Panno święta, my sieroty”, „Witaj, gwiazdo morza” oraz 12 pieśni do Królowej Korony Polskiej.
Tworzył głównie utwory religijne, jednak znalazły się w jego twórczości trzy zbiory świeckie: „Zegar”, „Żaba”, „Tańce polskie na skrzypce solo”.
Wybrane pieśni ludowe:
- „Jezu, miłości Twej”,
- „Kto chce Boga kochać cały”,
- „Anielo święta, Dziewico”,
- „Święta Urszulo”,
- „Pobożni ludzie”[3].

### Książki
9 kwietnia 1884 roku po raz pierwszy wydał „Śpiewnik kościelny dla młodzieży”, drugą rozszerzoną wersję wydał w 1910 roku. Książka była przez niego redagowana, częściowo zawierała utwory jego autorstwa.
Wydał także 4 części zeszytów pt. „Kazania eucharystyczne podczas czterdziestogodzinnego nabożeństwa”. Pierwszy zeszyt został wydany w 1907 roku w drukarni Józefa Stryny w Tarnowie, następnie został wznowiony w 1910 nakładem Księgarni Zygmunta Jelenia w Tarnowie, która wydała też kolejne trzy części zeszytów.
W 1892 po raz pierwszy wydano „Oratorjum Bożego Narodzenia czyli tak zwane Jasełka w obrazach scenicznych ze śpiewami” nakładem i drukiem Zygmunta Jelenia. W 1907 roku miało miejsce czwarte wydanie nakładem Bursy św. Kazimierza. Łącznie wydano ją 6 razy, ostatni raz w 1932 nakładem i drukiem Zygmunta Jelenia.
| Tytuł                                                                                  | Rok  | Wydawnictwo                              | Źródło |
| -------------------------------------------------------------------------------------- | ---- | ---------------------------------------- | ------ |
| Śpiewnik kościelny                                                                     | 1884 | Własnym nakładem. Drukarnia Józefa Pisza | [ 10 ] |
| Oratorjum Bożego Narodzenia czyli tak zwane Jasełka w obrazach scenicznych ze śpiewami | 1892 | Nakład i druk Zygmunt Jeleń              |        |
| Ogólne zasady muzyki: dla użytku uczniów i organistów.                                 | 1889 | Nakładem Towarzystwa św. Wojciecha       | [ 14 ] |
| Kazania pasyjne o tajemnicach Krzyża Pana Jezusa                                       | 1909 | Nakład i druk Zygmunt Jeleń              | [ 15 ] |
| Podręcznik do kazań i nauk o rzeczach ostatecznych                                     | 1931 | Nakład i druk Zygmunt Jeleń              | [ 16 ] |

W 2023 roku nakładem katolickiego wydawnictwa Matis zostały wznowione wydania książek: „Co mówi Duch Święty o Najśw. Maryi Pannie w Piśmie św. Starego i Nowego Zakonu?” oraz „Podręcznik do kazań i nauk o Matce Bożej”.

## Odbiór i znaczenie
Stanisław Garnczarski stwierdził, że mimo iż utwory Franciszka Walczyńskiego nie dorównują artystycznie dziełom najbardziej znanych kompozytorów, to jego osoba jest znaczącą postacią w historii diecezji tarnowskiej, a także wśród polskich muzyków kościelnych. Stwierdził także, że dorobek kompozytorski oraz opracowań chóralnych pieśni maryjnej ks. Franciszka Walczyńskiego jest ogromny, a jego zasługą jest poszerzenie skarbca pieśni ludowych, natomiast jego muzyczna wartość twórcza nie powinna być kwestionowana.
Gotthold Frotscher wymieniał Franciszka Walczyńskiego jako jednego z najważniejszych polskich kompozytorów organowych z końca XIX wieku.